# دیوار کریستین
دیوار کریستین (انگلیسی: Kirsten Wall؛ زادهٔ ۲۷ نوامبر ۱۹۷۵) ورزشکار کرلینگ اهل کانادا است.